# آني فيلنوف
آني فيلنوف (بالفرنسية: Annie Villeneuve) (و. 1983  م) هي مغنية، وكاتبة غنائية كندية.آني فيلنوف (Annie Villeneuve) هي مغنية ومؤلفة أغاني كندية، ولدت في 5 مايو 1983 في نوفيل. اشتهرت في بداياتها من خلال مشاركتها في برنامج المواهب "Star Académie" في كندا عام 2003، حيث كانت واحدة من المشتركين البارزين. بعد ذلك، بدأت مسيرتها الفنية وأصدرت ألبومها الأول بعنوان "Quand je ferme les yeux" في عام 2005 الذي حقق نجاحًا كبيرًا. تتميز أغانيها بأسلوب موسيقي يمزج بين البوب والكانتري مع لمسات من الموسيقى الفرنسية الحديثة. تلاحظ أيضًا في أعمالها القدرة على تقديم أداء حيوي وعاطفي في أغانيها، مما جعلها شخصية محبوبة في الساحة الموسيقية الكندية الفرنكوفونية.